# Lebanon (Oregon)
Pour les articles homonymes, voir Lebanon.
Lebanon est une ville américaine, située dans le comté de Linn dans l'Oregon, dont la population était en 2010 de 15 518 habitants. La ville est située au nord-ouest de l'Oregon, au sud de Salem, au sud-est d'Albany.

## Personnalités liées à la ville
- Jo Collins, mannequin, Playmate de l'Année 1965, est née à Lebanon en 1945.